# 忻贤杰
忻贤杰（1924年5月7日—1988年11月18日），男，浙江宁波人，中国电子学专家，中国核武器试验控制系统的创始人，曾任中国核试验基地研究所副所长。